# Dendrodasys
Genre
Dendrodasys est un genre de gastrotriches de la famille des Dactylopodolidae.

## Liste des espèces
Selon World Register of Marine Species (24 juin 2025) :
- Dendrodasys affinis Wilke, 1954
- Dendrodasys duplus Lee, 2012
- Dendrodasys gracilis Wilke, 1954
- Dendrodasys pacificus Schmidt, 1974
- Dendrodasys ponticus Valkanov, 1957
- Dendrodasys rubomarinus Hummon, 2011

## Systématique
Ce genre a été décrit en 1954 par Ulrike Wilke (d).

## Publication originale
- (de) Wilke, « Mediterrane Gastrotrichen », Zoologische Jahrbücher, 1954, vol. 82, p. 497-550.